# NGC 42
NGC 42 je galaksija u zviježđu Pegaz.

## Vanjske poveznice
- SEDS: NGC 0042